# Герб Нерке
Герб Нерке (швед. Närkes vapen) — символ исторической провинции (ландскапа)
Нерке, Швеция. Также употребляется как элемент герба современного административно-территориального образования лена Эребру.

## История
Герб ландскапа Нерке использовался во время похоронной процессии короля Густава Вазы 1560 года. В дальнейшем использовался без изменений.

## Описание (блазон)
В червлёном поле две положенные накрест золотые стрелы с серебряными наконечниками вверх, между ними — четыре серебряные розы.

## Содержание
Герб ландскапа может увенчиваться герцогской короной.

Герб ландскапа с герцогской короной